# توجيه البروتين

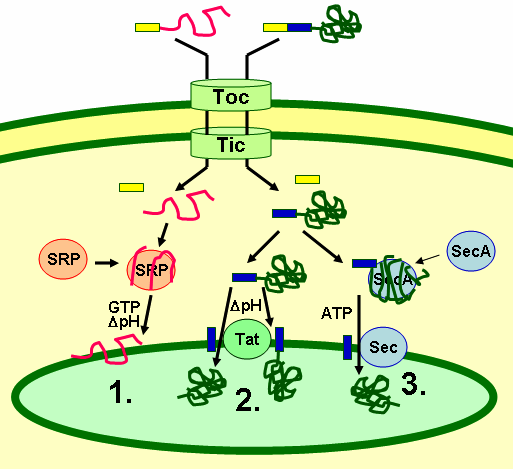

توجيه البروتين (بالإنجليزية: protein targeting)‏ أو تصنيف البروتين (بالإنجليزية: protein sorting)‏ هي آلية بيولوجية يتم من خلالها تحديد وجهة نقل البروتينات سواء إلى داخل الخلية أو خارجها، البروتينات يمكن أن تستهدف الفضاء الداخلي للعضية أو أغشية الخلايا المُختلفة أو غشاء البلازما أو إلى السطح الخارجي للخلية عن طريق الإفراز. وتتم هذه العملية عن طريق المعلومات الواردة في البروتين نفسه، وبالتالي أي خطأ في هذه المعلومات يمكن أن تؤدي إلى أمراض.

## اشارات توجيه البروتين
إشارات توجيه البروتين [targeting signals] هي قطعة من المعلومات التي تمكن الأجهزة الخلوية من النقل لوضع البروتين بشكل صحيح داخل أو خارج الخلية. وترد هذه المعلومات في سلسلة ببتيد أو بروتين مطوية، ويطلق على الامتداد المستمر من بقايا الأحماض الأمينية في السلسلة التي تمكن من توجيه إشارة الببتيدات أو توجيه الليبيدات، وهناك نوعان من توجيه الليبيدات الأول يسمى ب[presequences] والنوع الثاني ويسمى بالببتيدات الموجهه داخليا (internal targeting peptides)، وغالبا ما يوجد النوع الأول في طرف المجموعة الأمينية من الحمض الأميني (علماً بانه يوجد طرفان من الحموض الأمينية الأول وهو مجموعة الكربوكسيل والثاني المجموعة الأمينية) ويتكون النوع ذاته من 6-136من الأحماض الأمينية الأساسية الكارهة للماء، وفي حالة البيركسسومات يكون الترتيب من جهة مجموعة الكربوكسيل (C-terminal).
أما بالنسبة للإشارات الأخرى فتعرف باسم [signal patches] التي تتكون من الأجزاء التي تكون منفصلة في التسلسل الأساسي، وتصبح وظيفية عندما يجمعهم الطي على سطح البروتين، وبالإضافة إلى ذلك تعديلات على البروتين ممكن أن تحدث تغييرا في توجيه البروتين مثل إضافة السكريات.

### نبات البروتين
في عام 1970 أجرى غونتر بلوبل تجارب على نبات البروتين عبر الأغشية الخلوية، وقد حصل عام 1999 على جائزة نوبل لأستنتاجاته، وقد اكتشف بلوبل أن العديد من البروتينات لديها تسلسل أشارة، أي تسلسل الأحماض الأمينية قصيرة في نهاية واحدة وهي تعمل كالرمز البريدي للعضية الهدف في توجيه البروتين لها.
من المعروف أن ترجمة ال RNA الرسول يتخذ السيتوسول (العصارة الخلوية) مكانا له، وأن كان البروتين المصنع ينتمي إلى عضية أخرى لذلك فان نقله إلى تلك العضية يتم من خلال طريقتان اعتمادا على البروتين:
1. النبات أثناء عملية الترجمة [Co-translational translocation].
2.النبات ما بعد عملية الترجمة الكاملة [Post-translational translocation].
النبات المتعدد الترجمة [Co-translational translocation] :
معظم البروتينات التي هي افرازية، ملازمة للغشاءأو موجودة في الشبكة الاندوبلازمية، أجسام غولجي، أو الاندوسومات، تستخدم النوع الأول من طرق نقل البروتين وتوجيهه وهي
[Co-translational]، تبدأ هذه العملية مع المجموعة الأمينية [N-terminal] منتظرة إشارة الببتيد من البروتين يتم التعرف عليها من خلال اشارات تسمى "SRP" في حين يتم صناعة البروتين في الشبكة الاندوبلازمية، ويتم صناعة البروتين في حين يتم نقل مجمع الريبوسومات إلى مستقبلات [SRP] على الشبكة الاندوبلازمية في حقيقيات النوى، وغشاء البلازما في بدائيات النوى. وهناك يتم ادراج البروتين الجديد في مكانه، وهي عبارة عن قنوات مرتبطة بالغشاء الخلوي مختصة بنقل البروتينات وتتكون من Sec61 في حقيقيات النوى، ومجمع [SecYEG] في بدائيات النوى، في البروتينات الافرازية والنوع الأول من البروتينات الغشائية، يعمل تسلسل الإشارة على نقل البروتينات الجديدة التصنيع من الشبكة الاندوبلازمية والتي يتم توجيهها في الشبكة الاندوبلازمية في الخلايا حقيقية النوى وفي غشاء البلازما في الخلايا بدائية النوى من خلال إشارة الببتيد. ضمن الشبكة الاندوبلازمية، يتم تغطية البروتين الأولى التي يقوم بها بروتين ال [chaperone] لحمايته من نسبة عالية من البروتينات الأخرى في ER، ويعطيها الوقت لاضعاف بشكل صحيح. مرة واحدة مطوية، يتم تعديل البروتين حسب الحاجة (على سبيل المثال، من خلال إضافة السكريات، ثم نقلها إلى جولجي لمزيد من المعالجة ويذهب إلى العضيات المستهدف أو يتم الاحتفاظ في الشبكة الاندوبلازمية من مختلف آليات الاحتفاظ الشبكة الاندوبلازمية.
سلسلة الأحماض الأمينية للبروتينات الغشاء، التي غالبا ما تكون مستقبلات الغشاء، يمر عبر غشاء واحدة أو عدة مرات. يتم إدراجها في غشاء من قبل النبات، حتى يتم مقاطعة هذه العملية عن طريق توقف تسلسل النقل، وتسمى أيضا سلسلة مرساة الغشاء. هذه البروتينات الغشاء المعقدة في الوقت الراهن فهم في الغالب باستخدام نفس النموذج من الاستهداف الذي تم وضعه للبروتينات إفرازية. ومع ذلك، فإن العديد من البروتينات المعقدة متعددة عبر الغشاء، تحتوي على الجوانب الهيكلية التي لا تناسب النموذج. سبعة الغشاء G-مستقبلات البروتين يقترن (التي تمثل حوالي 5٪ من الجينات في البشر) معظمهم لم يكن لديك تسلسل إشارة الأمينية المحطة. وعلى النقيض من البروتينات إفرازية، يعمل أول نطاق الغشاء كما تسلسل إشارة الأول، الذي يستهدف منها إلى غشاء الشبكة الاندوبلازمية. هذه النتائج أيضا في النبات من محطة الأمينية من البروتين في تجويف الغشاء الشبكة الاندوبلازمية. ويبدو أن هذا كسر قاعدة «المشارك متعدية» النبات الذي عقد دائما للبروتينات في الثدييات التي تستهدف الشبكة الاندوبلازمية. وقد تجلى هذا مع أوبسين مع التجارب في المختبر. لا يزال هناك قدر كبير من أليات طوبولوجيا الغشاء وقابلة للطي إلى توضيح.
```

```

#### توجيه البروتين في الخلايا البكتيرية والخلايا القديمة
معظم بدائيات النوى توجه البروتينات الإفرازية إلى الغشاء البلازمي عن طريق الترجمة المشتركة التي تستخدم النوع (SRP) البكتيري عن طريق الترجمة الإرسالية التي تتطلب (SecA)و (SecB).
في الغشاء البلازمي، هاتان الطريقتان توصلان البروتينات إلى (SecYEG)النباتي.
البكتيريا قد تحتوي على غشاء بلازمي واحد (موجبة غرام) أو غشاء بلازمي داخلي إضافة إلى غشاء علوي أخر مفصولان بجبلة محيطية (سالبة غرام). إضافة إلى الغشاء البلازمي، أغلبية بدائيات النوى لا تحتوي عضياتها على غشاء كالتي موجودة في حقيقيات النوى ولكن تحتوي على تجمعات بروتينية مثل حويصلات الغاز وحبيبات التخزين.
 بكتيريا سالبة غرام:
في هذا النوع من البكتيريا قد تكون البروتينات مدرجة داخل الغشاء البلازمي الخارجي أو الجبلة المحيطية أو تفرز إلى الخارج. طرق إفراز البروتينات قد تكون معقدة وتلعب دورا رئيسيا في طرق تطوير المرض. هذه الطرق تسمى ب نوع الإفراز 1 ونوع الإفراز 2 .... الخ.
بكتيريا موجبة غرام:
في معظم أنواع بكتيريا موجبة غرام، هنالك العديد من البروتينات المحددة موجهة خصيصا للإخراج عن طريق الغشاء البلازمي والمادة الملصقة بالجدار الخلوي البكتيري.هنالك إنزيم متخصص يسمى «سورتيز» يشق البروتين المستهدف في منطقة مخصصة بالقرب من منطقة (C-terminus). مثل نمط (LPXTG) حيث إن (س) أي نوع من أنواع الأحماض الأمينية، ومن ثم ينقل البروتين إلى الجدار الخلوي. العديد من الأنظمة المماثلة موجودة كذلك بنفس النمط للجانب السيتوبلازمي للغشاء الخلوي.
نظام ال (The PEP-CTERM/exosortase): موجود في العديد من البكتيريا سالبة غرام يعزى إنتاجه إلى المواد البولميرية خارج الخلية.
نظام إل (The PGF-CTERM/archaeosortas): موجود في الخلايا العتيقة وتنتج في خلايا (S-layer).
نظام ال (The GlyGly-CTERM/rhombosortase)موجود في (Shewanella) والضمة والقليل من الأجناس الأخرى.